# Aguanil
Aguanil es un municipio brasileño del estado de Minas Gerais. Su población estimada en 2004 era de 3.749 habitantes.